# Aspelands pastorat
Aspelands pastorat är ett pastorat i Smålandsbygdens kontrakt (före 2017 Sevede och Aspelands kontrakt) i Linköpings stift i Hultsfreds kommun i Kalmar län. 
Pastoratet bildades 2014 genom sammanläggning av pastoraten:
- Hultsfreds pastorat
- Mörlunda-Tveta pastorat
- Virserums pastorat
- Målilla med Gårdveda pastorat

Pastoratet består av följande församlingar:
- Hultsfreds församling
- Vena församling
- Lönneberga församling
- Mörlunda-Tveta församling
- Virserums församling
- Järeda församling
- Målilla med Gårdveda församling

Till den första kyrkoherden i Aspelands pastorat utnämndes Marita Rosén.
Pastoratskod är sedan 2017 021514.